# Критцов
Критцов (нем. Kritzow) — община в Германии, в земле Мекленбург-Передняя Померания.
Входит в состав района Пархим. Подчиняется управлению Эльденбург Любц.  Население составляет 513 человек (на 31 декабря 2010 года). Занимает площадь 25,09 км².
Коммуна подразделяется на 3 сельских округа.